# Dominique Canty
 Dominique Danyell Canty  (ur. 2 marca 1977 w Chicago) – amerykańska koszykarka występująca na pozycjach rozgrywającej lub rzucającej.
W 1999 zajęła drugie miejsce w głosowaniu na debiutantkę roku WNBA, wspólnie z Nykeshą Sales z Orlando Miracle.
Zdobyła mistrzostwo Polski oraz Izraela. 
W maju 2007 odebrała statuetkę dla MVP sezonu PLKK.

## Osiągnięcia
NCAA
- Uczestniczka rozgrywek:
  - Sweet 16 turnieju NCAA (1996–1998)
  - turnieju NCAA (1996–1999)
- Zaliczona do I składu:
  - All-American (1999 przez Associated Press, Sporting News)
  - SEC (1996–1999)

Drużynowe
- Mistrzyni:
  - Polski (2007)
  - Izraela (2006)
- Wicemistrzyni Polski (2008)
- Brązowa medalistka mistrzostw Polski (2009)
- Zdobywczyni pucharu Polski (2008, 2009)
- Finalistka pucharu Polski (2007)

Indywidualne
- MVP:
  - PLKK (2007)
  - pucharu Polski (2008)
  - kolejki FGE (6 – 2006/2007)[1]
- Uczestniczka meczu gwiazd PLKK (2006, 2008)